# Islas Galeano
Las islas Galeano son tres pequeñas islas de origen rocoso del mar Argentino que se encuentran ubicada aproximadamente a unos 2,5 kilómetros de la costa de Punta Restinga, en la provincia argentina del Chubut, más precisamente en el Departamento Florentino Ameghino. Se hallan en la bahía Bustamante, a 4,5 kilómetros al sudoeste de Punta Ezquerra y a 8 kilómetros al noreste de la península Gravina. Las medidas de las tres islas varían entre 300 y 400 metros de largo máximo, siendo las tres de forma alargada. La isla central se encuentra en la posición geográfica 45°05′20″S 66°24′35″O / -45.08889, -66.40972. 
En 2008 se creó el Parque Interjurisdiccional Marino Costero Patagonia Austral, el cual incluye a las islas Galeano.